# Fraccionamiento Cozapa
Fraccionamiento Cozapa är en ort i Mexiko.   Den ligger i kommunen Zacualtipán de Ángeles och delstaten Hidalgo, i den sydöstra delen av landet, 140 km norr om huvudstaden Mexico City. Fraccionamiento Cozapa ligger 1 916 meter över havet och antalet invånare är 215.
Terrängen runt Fraccionamiento Cozapa är lite bergig. Runt Fraccionamiento Cozapa är det ganska glesbefolkat, med 27 invånare per kvadratkilometer. Närmaste större samhälle är Zacualtipán, 1,3 km väster om Fraccionamiento Cozapa. I omgivningarna runt Fraccionamiento Cozapa växer i huvudsak blandskog.